# Sarah-Sofie Boussnina
Sarah-Sofie Torp Boussnina (Svendborg, 28 december 1990) is een Deense actrice.

## Biografie
Boussnina werd geboren en groeide op in Svendborg in een gezin van drie kinderen. Zij is van Deense, Tunesische en Italiaanse afkomst. Zij heeft gestudeerd aan de Svendborg Gymnasium in haar geboorteplaats, zij stopte echter in 2010 voortijdig om naar Kopenhagen te verhuizen voor haar acteercarrière.
Boussnina begon in 2009 met acteren in de televisieserie Lærkevej, waarna zij nog meerdere rollen speelde in televisieseries en films. Zo speelde zij in onder andere in 1864 (2014) en The Bridge (2015).

## Filmografie

### Films
Uitgezonderd korte films.
- 2021 Tides - als Narvik
- 2019 The Birdcatcher - als Esther
- 2018 Mary Magdalene - als Martha
- 2017 Aminas breve - als Gülden
- 2015 Comeback - als Frederikke
- 2014 Fasandræberne - als Kimmie som ung
- 2012 Lærkevej - til døden os skiller - als Mathilde Holm
- 2011 Bora Bora - als Mia

### Televisieseries
Uitgezonderd eenmalige gastoptredens.
- 2024 Dune: Prophecy - als Prinses Ynez Corrino - 5 afl.
- 2017-2018 Knightfall - als Adelina - 10 afl.
- 2016 Svartsjön - als Hanne - 8 afl.
- 2015 The Bridge - als Jeanette - 8 afl.
- 2014 1864 - als Claudia Henriksen - 8 afl.
- 2013 Tvillingerne & Julemanden - als Regitze Schwartz - 24 afl.
- 2009-2010 Lærkevej - als Mathilde Holm - 22 afl.

- Bibsys: 12030397
- Gemeinsame Normdatei: 1181973015
- International Standard Name Identifier: 0000 0004 9858 2837
- Istituto Centrale per il Catalogo Unico: PCMV007086
- Système universitaire de documentation: 258497890
- Virtual International Authority File: 111149066572665601625